# Pourouma cecropiifolia
Espèce
Classification phylogénétique
Statut de conservation UICN

 LC  : Préoccupation mineure
  
Pourouma cecropiifolia est une espèce de plantes à fleurs de la famille des Urticaceae. C'est un arbre fruitier natif du bassin amazonien occidental en Amérique du Sud tropicale, dans le nord de la Bolivie, l'ouest du Brésil, le sud-est de la Colombie, l'est de l'Équateur, l'est du Pérou et le sud du Venezuela. C'est le plus connu de la vingtaine d'espèces du genre Pourouma.

## Dénominations

### Étymologie
Le nom générique Pourouma vient d'un des noms vernaculaires de l'arbre en Amérique du Sud puruma.
Le nom spécifique cecropiifolia est composé de cecrop venant de Cecropia, genre type de l'ancienne famille des Cecropiaceae, nommé d'après Cécrops I, premier roi mythique d'Athènes, signifiant « enfant spontané de la terre », et du grec φύλλων / fyllon, feuille, en référence aux feuilles de l'arbre ressemblant à celles du Cecropia.

### Noms vernaculaires
Cet arbre possède de nombreux noms différents. En français il peut être appelé « raisin d'Amazonie » ou « uvilla ».
En Amérique du Sud, on trouve notamment pihican, piican, cucura, mapati, puruma, uva ou caimaron.
P. cecropiifolia est connu au Brésil comme purumã, cucura, imbauba mansa, imbauba-de-vinho, imbauba de cheiro; à Bahia que tararanga preta et à Manaus que mapati. En Colombie, il est appelé puruma, caime, caimaron, caimaron silvestre, uva caimarona, camuirro, cucura, uva, sirpe, hiye ou joyahiye. Au Pérou, tout simplement uvilla.

### Synonymes botaniques

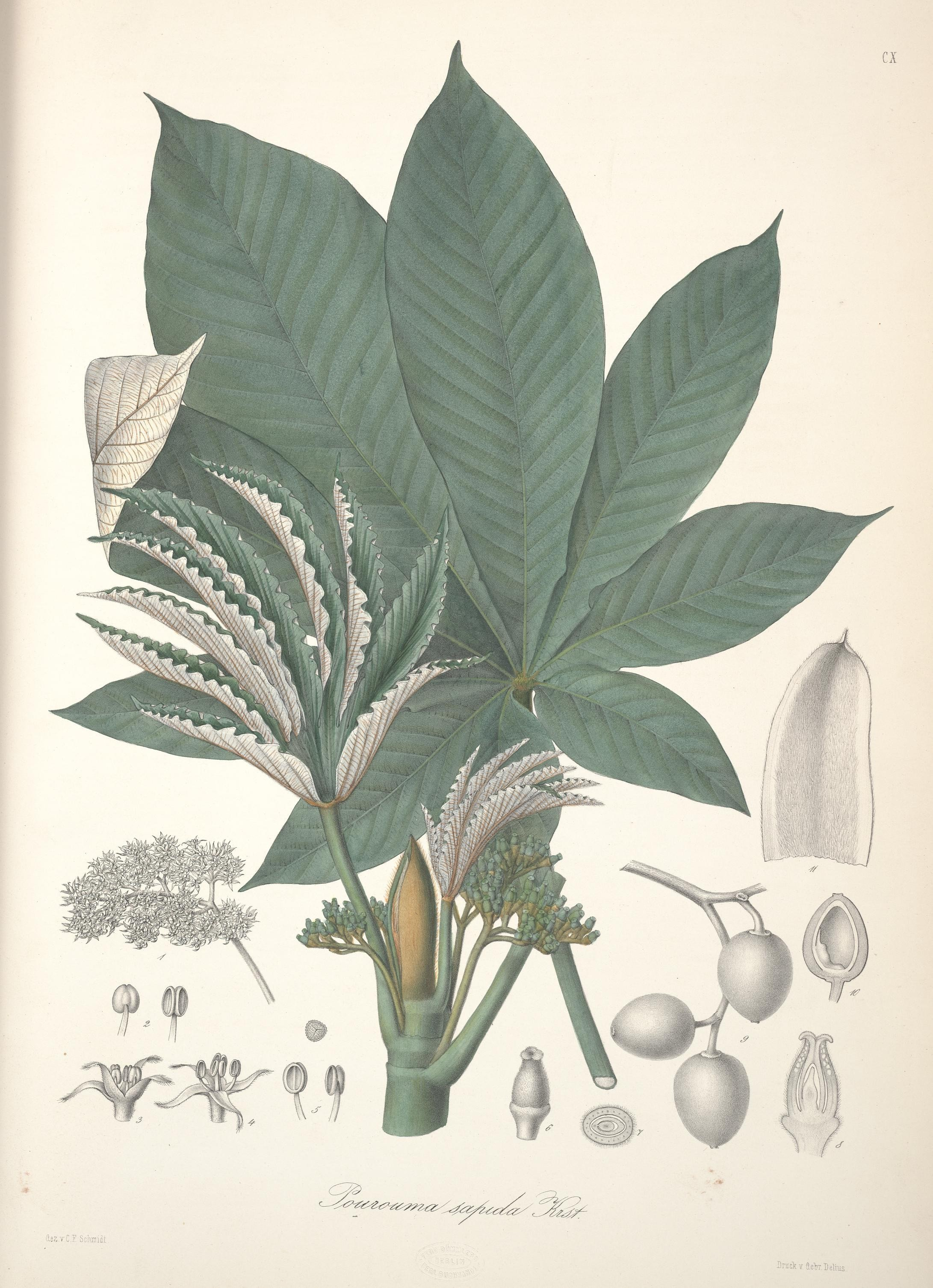
Pourouma sapida Pl. CX Florae Columbiae

Cités par The Plant List :
- Pourouma edulis Dufr. ;
- Pourouma multifida Trécul ;
- Pourouma sapida H.Karst. ;
- Pourouma uvifera Rusby.

## Description
C'est un arbre sempervirent dioïque qui grandit jusqu'à 20 mètres de haut. Les feuilles alternes sont composées palmées, avec 9 ou 11 folioles de 10 à 20 cm de long et de 2,5 à 4 cm de large, sur un pétiole de 20 cm. Elles sont vertes sur la face supérieure, blanchâtres ou gris bleuâtre et veloutées dessous et dégagent un agréable parfum quand on les écrase. Les fleurs sont blanches, groupées par 20 ou plus dans une inflorescence de 10 cm de long. Le fruit est ovoïde, de 1 à 3 cm de long, violet quand il est mûr, ressemblant à du raisin à l'exception de son odeur. La peau est rugueuse, non-comestible, mais elle se pèle facilement,. Dans chaque fruit il y a une graine conique avec une couverture fibreuse rainurée.

## Utilisations
Les fruits sont doux, juteux, avec une pulpe blanche, ferme et mucilagineuse et se mangent frais ou en confiture. On peut aussi faire du vin avec ou une liqueur aux prétendues vertus aphrodisiaques appelée uvachado et au Pérou on prépare une boisson semblable à du café avec les graines torréfiées et broyéese-Jardim. Les fruits peuvent être attaqués par des champignons et ne se gardent pas bien, ce qui limite la viabilité commerciale.
Le bois est léger, à gros grain et n'est pas durable. Il est utilisé uniquement pour la fabrication de charbon de bois.
En Colombie du Sud-Ouest, les Indiens réduisent les feuilles en cendre pour les mélanger à des feuilles grillées et pulvérisées de coca afin de les mâcher sous la forme d'une fine poudre appelée mambe.

## Culture
P. cecropiifolia est cultivé depuis l'époque pré-hispanique par les Indiens du Sud-Ouest de la Colombie.
Comme l'espèce est dioïque et que les fleurs mâles et femelles sur des individus différents, on plante au moins quatre à cinq arbres.
L'arbre pousse à des altitudes inférieures à 500 m, il grandit vite et pousse bien sur les sols pauvres mais préfère les sols riches et bien drainés et est vulnérable aux inondations. Il ne supporte pas la sécheresse prolongée. La production débute après deux ou trois ans. Par exemple, au Brésil, il est bien adapté à la région du Sudeste et fructifie d'août à janvier en produisant environ 50 kg de fruits par saison. Sous des climats équatoriaux il peut y avoir deux récoltes par ane-Jardim,,.

## Mythologie amérindienne
Ermanno Stradelli publie à la fin du XIXe siècle la Leggenda del Jurupary qui parle d'un point de vue mythique des questions du langage et de la naissance dans les anciennes sociétés indigènes du Río Negro et du Moyen-Amazone. Au cours de cette histoire, Seucy, une très jolie jeune fille, va dans la forêt et ramasse des fruits de pihican tombés au sol à cause de singes. Elle mange de ces fruits et du jus coule entre ses seins jusqu'à ses parties intimes sans qu'elle s'en rende compte. Plus tard elle découvre qu'elle a perdu sa virginité et qu'elle se retrouve enceinte. Elle finira par enfanter un superbe garçon qui ressemble au soleil et qui est appelé Jurupary, c'est-à-dire « conçu par le fruit ». Jurupary devient par la suite chef et législateur du village.